# Vrasselt
Vrasselt is een dorp in Duitsland ten oosten van Emmerik in Kreis Kleve in Noordrijn-Westfalen. Sinds de gemeentelijke herindelingen van 1969 is het een Ortsteil van de gemeente Emmerich am Rhein. Het dorp telde in januari 2017 1545 inwoners. 
Vrasselt is een lintdorp aan de weg van Emmerik naar Rees. Tot 1402 hoorde het bij het Hertogdom Gelre. 
De patroonheilige van de RK kerk is St. Antonius. Het dorp telt naast deze kerk nog vier andere bouwkundige monumenten, namelijk drie boerderijen en een hotel. Aan de Reeser Straße staan oude en nieuwe steenfabrieken. 

## Omgeving
Ten zuiden van Vrasselt liggen direct aan de Rijn het natuurgebied Dornicksche Ward en dorp Dornick, dat ook tot de gemeente Emmerik behoort.  Ten oosten van Vrasselt ligt Praest grenzend aan het buitendijkse natuurgebied Bienener Altrhein. Ten noorden van het dorp en de spoorlijn liggen de natuurgebieden Hetter-Millinger Bruch en het Nederlandse dorp Netterden.

## Afbeeldingen

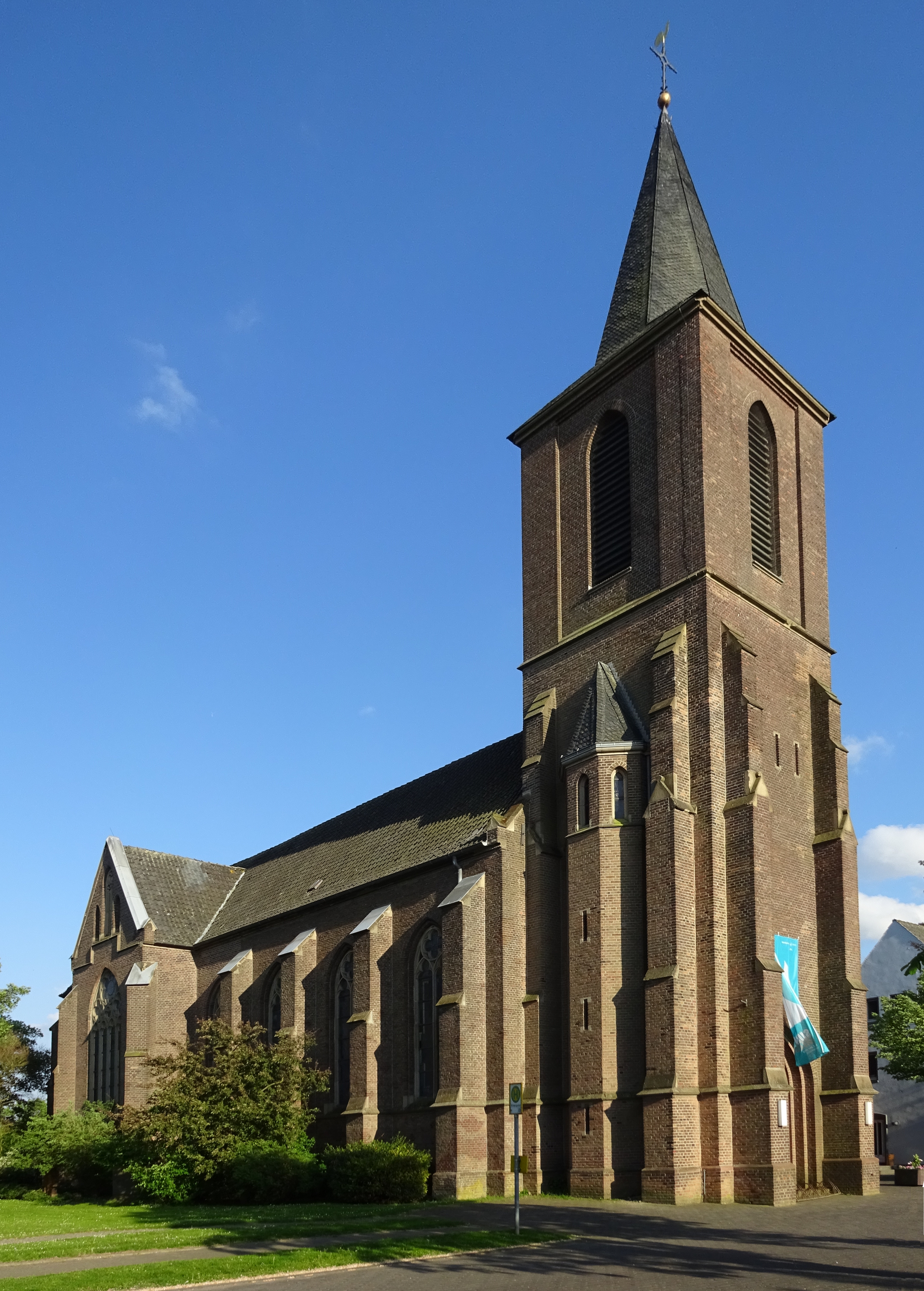
St. Antoniuskerk
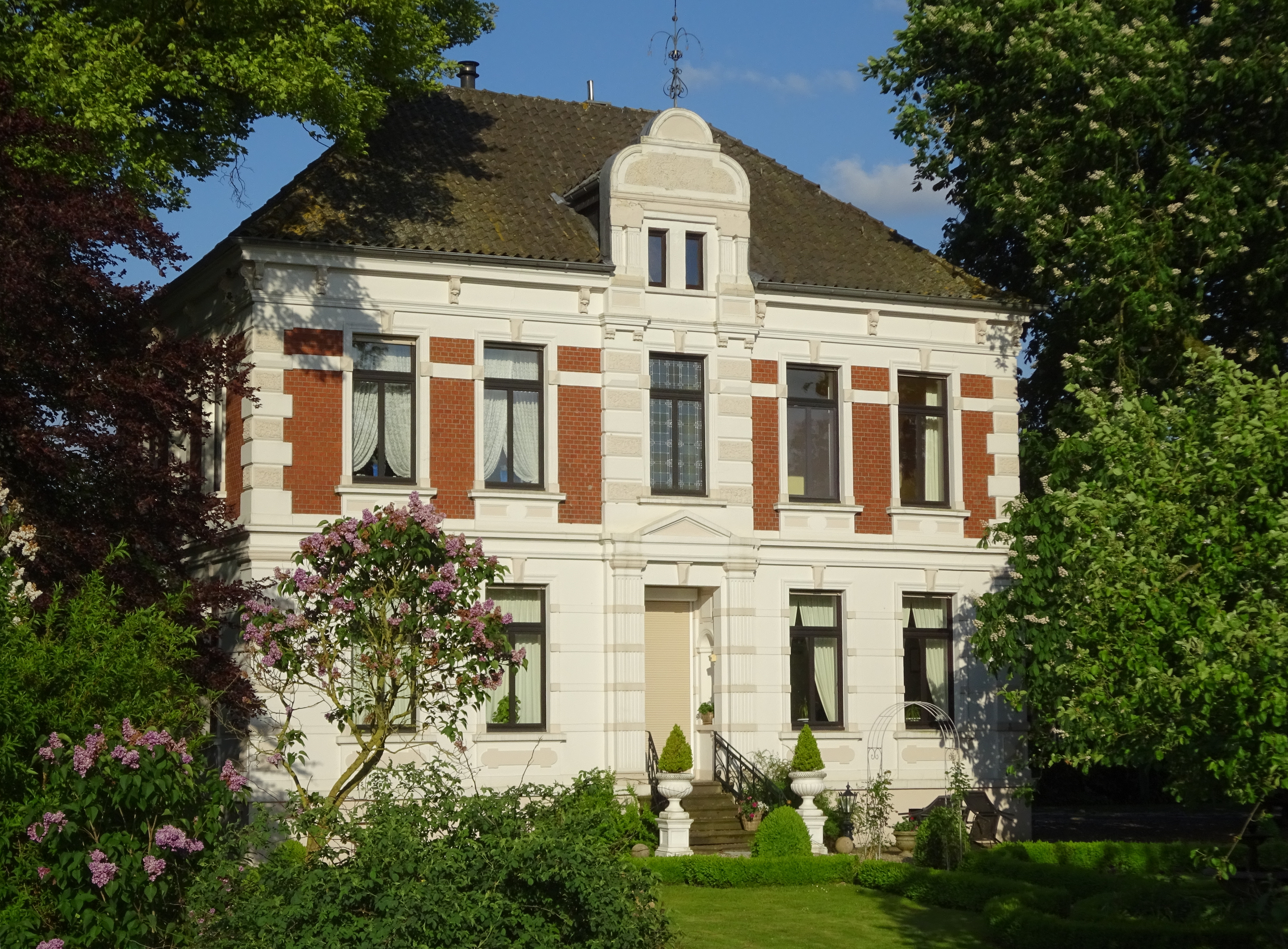
Reeser Straße 374
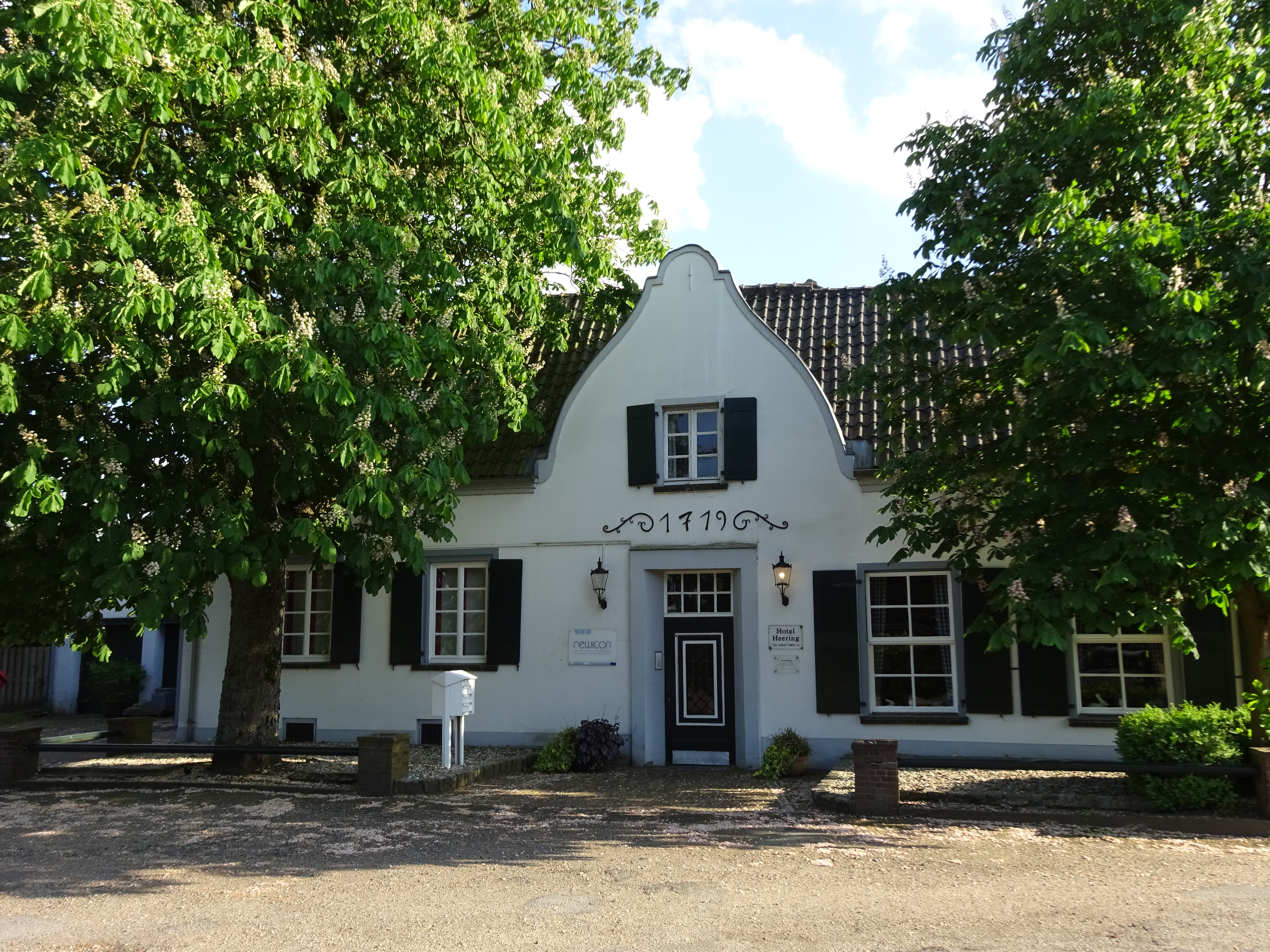
Hotel Heering

Stadsdelen en kerkdorpen: Altstadt · Borghees · Dornick · Elten · Hüthum · Klein-Netterden · Leegmeer · Praest · Speelberg · Vrasselt

Buurtschappen: Elsepaß · Hoch-Elten